# Pierre druidique d'Ottrott
La pierre druidique d'Ottrott est un monument historique situé à Ottrott, dans le département français du Bas-Rhin.

## Localisation
Ce bâtiment est situé greinelthal à Ottrott.

## Historique
L'édifice fait l'objet d'un classement au titre des monuments historiques depuis 1862.